# 張珏
张珏（13世纪—1280年），字君玉，凤州（陕西省凤县）人，南宋名将。

## 生平
十八岁在钓鱼山参军。守卫合州，官至都统制。1259年，张珏作为副将和王坚抵御蒙古帝国的蒙哥，获得胜利。后来接替王坚为主将，练兵积粮，抵御元兵。1275年，张珏出任四川制置副使，知重庆府。1276年，出兵救援重庆，收复泸州、涪州。当时，临安府陷落，张珏坚持在四川抵抗元朝军队。1278年，张珏从重庆突围到涪州的时候，被俘。1280年，张珏在押往大都（今北京）途中，张珏于安西（今陕西西安东北）的赵老庵中自缢而死。

## 延伸阅读
[在维基数据编辑]
 《宋史·卷451》，出自脱脱《宋史》